# For you for me
『for you for me』（フォー・ユー・フォー・ミー）は、久川綾のアルバム。バップからリリースされたフルアルバム3作目。久川綾は全曲を歌唱した他、作詞7曲、作曲4曲、また前作までの山本はるきちに代ってプロデュースを担当している。ジャケットはデジパック仕様。

## 解説
収録曲の『Wait for me!』は声優の毎日を歌った内容となっている。
『赤いスポーツカー』では一方通行を逆走した台詞などがラジオドラマ風に入っている。『美少女戦士セーラームーン』の声優を担当していた頃、失恋したことをきっかけに教習所に通って免許を取得したこともこの曲を生み出したことに関係している。

## 収録曲
1. ルージュをひこうよ (3:16)
  - 作詞：久川綾、作曲・編曲：広谷順子
2. Wait for me! (4:27)
  - 作詞・作曲・編曲：田島浩二
3. Girl's Holiday (5:08)
  - 作詞・作曲：久川綾、編曲：内田光一
4. 過ぎ去りし悲しみたちへ (4:56)
  - 作詞：田島浩二、作曲：久川綾、編曲：田島浩二
5. やつはスゴいんだ〜He is a challenger〜 (3:18)
  - 作詞：久川綾、作曲：川井憲次、編曲：百石元
6. サクラ (4:26)
  - 作詞・作曲：久川綾、編曲：内田光一
7. 赤いスポーツカー (4:12)
  - 作詞：久川綾、作曲：安田毅、編曲：田島浩二・安田毅
8. この遊歩道(みち)が終わるまでに (6:08)
  - 作詞：久川綾、作曲：楠瀬誠志郎、編曲：上杉洋史
9. お好み焼き Go Go (5:11)
  - 作詞：田島浩二、作曲・編曲：河野伸
10. for you for me (5:16)
  - 作詞・作曲：久川綾、編曲：湯川徹
  - ※ 曲毎の収録時間はライナーノーツ未記載の為ディスク(VPCG-84272)を実測。

11. Stanley Night (3:47)
- 作詞・作曲：久川綾、編曲：湯川徹

- 岸谷五朗が主演したフジテレビ系ドラマ『みにくいアヒルの子』の挿入曲として使用された[3]。